# Tadeusz de Thun
Tadeusz de Thun (ur. 11 października 1897 w Kodłutowie, zm. 20 kwietnia 1974 w Londynie) – polski działacz niepodległościowy i społeczny, rolnik, ziemianin, polityk, poseł na Sejm w II RP.

## Życiorys
Był synem Wincentego (1852–1920) i Jadwigi z Wiśniewskich. Miał siostrę Zofię (ur. 1893) i brata Jana Stanisława (1896–1948). Ukończył gimnazjum Edwarda Ronthalera w Warszawie i studia rolnicze w SGGW.
W czasie I wojny światowej służył w I Brygadzie Legionów Polskich (1915–1917). W latach 1918–1921 w Wojsku Polskim, w 2 Pułku Ułanów Grochowskich, brał udział w wojnie polsko-bolszewickiej. Został odznaczony Orderem Virtuti Militari 5 kl.

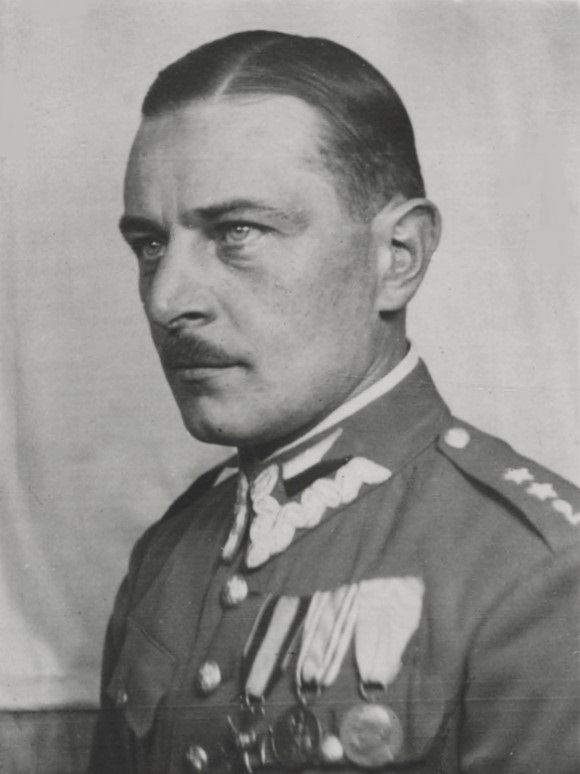
Tadeusz de Thun, porucznik 2 puł., kawaler Orderu Virtuti Militari 5 kl.

Po wojnie pracował jako członek wydziału powiatowego, rady powiatowej i zarządu okręgowego Towarzystwa Organizacji i Kółek Rolniczych (TOiKR), będąc oficerem rezerwy. Był wiceprezesem oddziału rawskiego Związku Ziemian. Po śmierci ojca przejął majątek Kodłutowo, w gminie Raciąż.
15 kwietnia 1928 ożenił się z Anną Korolec h. Prus II (1900–1961), której pierwszym mężem był hr. Włodzimierz Jerzy Dąmbski (1887–1941), wnuk Gustawa Dąmbskiego – porucznika wojsk polskich w powstaniu listopadowym i posła na sejm berliński.
W latach 30. mieszkał w Zabłociu. W 1935 został posłem IV kadencji (1935–1938) wybranym z listy państwowej 14 833 głosami z okręgu nr 14 (powiaty: skierniewicki, grójecki i rawsko-mazowiecki). Pracował w komisji regulaminowej.

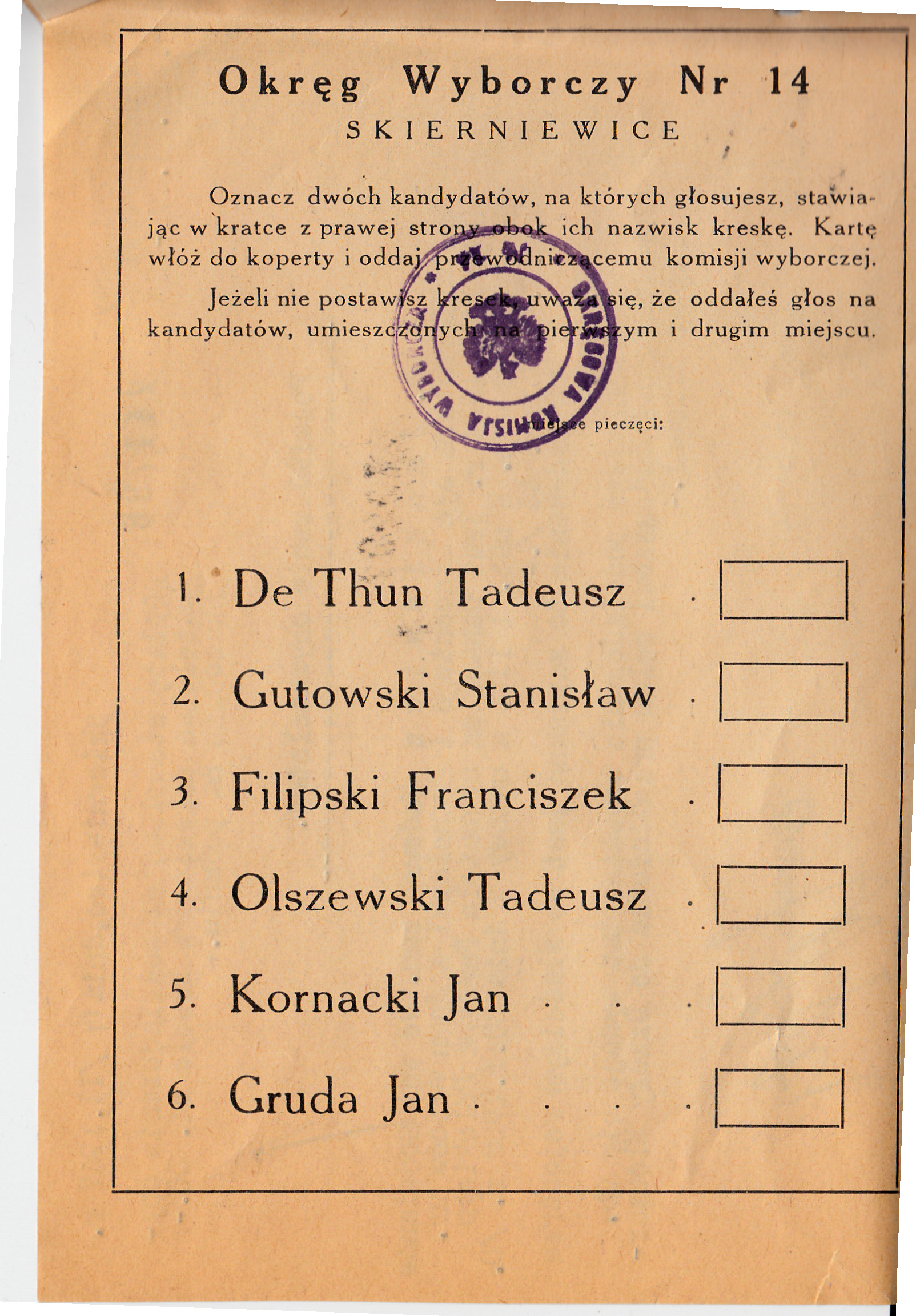
Karta wyborcza z okręgu nr 14 - Skierniewice w wyborach do Sejmu z 1935

Na stopień rotmistrza został awansowany ze starszeństwem z 19 marca 1939 i 22. lokatą w korpusie oficerów kawalerii.
Po wybuchu II wojny światowej brał udział w kampanii wrześniowej 1939. Wojna rozdzieliła Tadeusza i jego żonę. Wyemigrował z kraju, najpierw do Francji, a następnie do Anglii, żona pozostała w kraju.
Zmarł na emigracji w Londynie i tam jest pochowany.

## Ordery i odznaczenia
- Krzyż Srebrny Orderu Virtuti Militari nr 2231[6]
- Krzyż Niepodległości – 3 czerwca 1933 „za pracę w dziele odzyskania niepodległości”[7]
- Srebrny Krzyż Zasługi – 11 listopada 1934 „za zasługi na polu pracy na rzecz Pożyczki Narodowej”[8]
- Medal Pamiątkowy za Wojnę 1918–1921[9]
- Medal Dziesięciolecia Odzyskanej Niepodległości[9]